# スーザン・サザーランド・アイザックス
スーザン・サザーランド・アイザックス(Susan Sutherland Isaacs), CBE (旧姓フェアハースト; 1885年5月24日 – 1948年10月12日;ウルズラ・ワイズの名でも知られる) は、ランカシャー生まれの教育心理学者および精神分析医である。彼女は子どもの知的および社会的発達に関する研究を発表し、保育園運動を推進した。アイザックスにとって、子供たちが学ぶための最良の方法は、彼らの独立性を発達させることだった。彼女は、これを達成するための最も効果的な方法は遊びを通してであり、大人と初期の教育者の役割は子供の遊びを導くことであると信じていた。

## 幼児期と教育
アイザックスは1885年にランカシャー州タートンでジャーナリストでメソジスト信徒伝道者のウィリアム・フェアハーストとその妻ミリアム・サザーランドの娘として生まれた。彼女の母親は6歳のときに亡くなくなった。その後まもなく、父親が、母が病気の間付き添っていた看護師と再婚したため、彼女は父親から疎まれるようになった。15歳のとき、彼女は無神論的社会主義(不可知論的立場)に改宗したため、父親によってボルトン中等学校から除名された。彼女の父親は2年間彼女と話すことを拒否した。彼女は22歳になるまで継母と一緒に家にいた。彼女は最初に写真家に弟子入りし、その後イギリス人家族の家庭教師として教職に就いた。
1907年、アイザックスはマンチェスター大学で幼児（5〜7歳）教育の教師として訓練を受けるために入学した。その後、アイザックスは学位コースに移り、1912年に哲学のファーストクラスの学位を取得して卒業した。彼女はケンブリッジのニューナムカレッジの心理学研究所で奨学金を授与され、1913年に修士号を取得した。

## キャリア
アイザックスはまた、精神分析医のジョン・カール・フリューゲル（1884–1955）による分析の後、精神分析医として訓練を受け、実践を積むことになる。彼女は1921年に新しく設立された英国精神分析協会の準会員になり、1923年に正会員になった。彼女は同じ年に彼女自身も開業を始めた。彼女はその後オットー・ランクのもとで簡単な分析を経験し、1927年にジョーン・リビエール(en:Joan Riviere)のところでさらなる分析を受け、個人的な経験やメラニー・クラインの幼児期についての新しい考え方を理解することができた。アイザックスは、ジャン・ピアジェやジークムント・フロイトの理論並びにクラインの著作をわかりやすく広めることに寄与した。彼女は当初、幼児の知的発達に関するジャン・ピアジェの理論を信奉していたが、後に、モルティング・ハウス・スクールで彼女自身が観察したものとは異なり、自然な環境の中での子どもの観察に基づいていない認知発達の段階についての彼のスキーマを批判した。
1924年から1927年の間、彼女はケンブリッジのモルティング・ハウス・スクールの校長を勤めた。これは、ジョフリー・パイクによって創設されたた実験学校である。この学校は子供の個人的な発達を促進しようとするものである。子どもたちは、通常の学校よりより大きな自由を与えられ、罰せられるのではなく支援されていた。教師たちは研究者として、また子どもの観察者として見られていた。教師は、子供たちの観察者として見られました。彼女の仕事は幼児教育に大きな影響を与え、子どもの教育の中心的な役割を果たした。アイザックスは、遊びは子どもの仕事であると強く信じていた。
1929年から1940年の間、彼女はウルスラ・ワイズのペンネームで、いくつかの育児雑誌、特に「ナーサリーワールド」と「ホーム・アンド・スクール」で読者のお悩み相談をやった。
1933年に、彼女はロンドン大学教育研究所の最初の児童発達学部長になり、そこで彼女は幼児の教師のための児童発達の上級コースを設立した。彼女の学科は教職に大きな影響を与え、発達心理学と精神力動理論を検討するように教職に奨励した。

## アプローチ
アイザックスは、明確に考え、独立した判断を下すための子どものスキルを開発することが重要であると主張した。子どもの自立を育むことは、個人としての成長に有益である。
両親は、子どもが7歳になるまでは、子どもたちの制度化された世話を担当する中心的な教育者と見なされていた。子どもたちは自分の遊びを通して最もよく学ぶ。アイザックスにとって、遊びには永続的な形の実験が含まれている...「いつでも、新しい質問や引数が点滅し、理解の新しい一歩が踏み出されるかもしれません」。
したがって、遊びは子どもの仕事と見なされるべきであり、社会的相互作用は遊びと学習の重要な部分である。子どもの感情的なニーズも非常に重要であり、象徴的でファンタジーな遊びは子供の感情の解放になる可能性がある。
「想像力豊かな遊びは、そもそも、自分のために追求されることが多い実践的な状況を作り出すことであり、これは実際の発見や口頭での判断と推論につながるものである。」したがって、大人の役割は子供の遊びを導くことですが、全体として、彼らは自由に探索する必要があります。彼女の著書「幼児の知的成長」は、彼女の見方を説明している。
しかし、アイザックスは統制なしの(コントロールのない)自己表現は支持していなかった。むしろ、彼女は、子どもの発達の中では、彼女が「厳格な」親と呼ぶものが、子どもの内に形成されていることを重要視していた。これが、子どもの本能を統制し、好き勝手な力が、自分や他の子を傷つけるのを防ぐと考えたのである。彼女はまた、ジャン・ピアジェの「子どもの発達段階」の書評を最初に書き、それに反論した一人でもあった。
イギリス精神分析協会の大論争の中、アイザックスは、1943年クラインの想像力についての見解と一線を画した、影響力のある自己の立場表明となる論文を発表した。
そこで彼女は、「無意識の幻想は、正常な人々と神経症の人々の両方ともに、生涯を通じて継続的な影響を及ぼしている」と主張し、分析状況では「患者と彼の分析者との関係はほぼ完全に無意識の幻想の1つである」と付け加えた。
しかしながら、彼女の発言は一種の「汎本能主義」として批判されており、幻想の全範囲と範囲を純粋に本能的な目的に単純化しすぎている。

## 結婚
アイザックスはダーリントンのトレーニング・カレッジで幼児の学校教育についての一連の講義に着手した。マンチェスター大学では論理学を、ロンドン大学では心理学を講義した。。1914年、彼女は植物学の講師であるウィリアム・ブロードハースト・ブライアリーと結婚した。 1年後、彼らはロンドンに移り、そこで彼女は労働者教育協会（WEA）の家庭教師になり、1916年からロンドン大学で心理学の講義をした。1922年、彼女はブライアリーと離婚し、後の仕事で妻と協力した金属商人であるネイサン・アイザックス（1895–1966）と結婚した。

## がんと死
アイザックスは1935年にがんを発症し、生涯にわたって体調不良に苦しんだ。彼女は、まだ1937年にはまだオーストラリアとニュージーランドのツアーに行くことができました。1939年にケンブリッジに引っ越した後、彼女は子どもたちへの疎開の影響を研究するケンブリッジ疎開調査を実施した。彼女は1948年にCBEを授与された。
彼女は1948年10月12日に63歳で癌で亡くなった。ロンドンのナショナル・ポートレート・ギャラリーには彼女の肖像画がいくつかある。

## 著作
- Introduction to Psychology, Methuen Press, (London, 1921)
- Nursery Years, Routledge, (London, 1929).
- The biological interests of young children, (1929)
- The Intellectual Growth of Young Children, Routledge and Kegan Paul, (London, 1930)　- 邦訳:椨端希子訳『幼児の知的発達』明治図書 1989年
- Behaviour of Young Children, Routledge & Sons (London, 1930)
- The psychological aspects of child development, Evans with the University of London, Institute of Education, (London [1930]) (First published as Section II of the 1935 volume of the Year Book of Education).
- The children we teach: seven to eleven years, University of London, Institute of Education, (London, 1932)
- The Social Development of Young Children: A Study of Beginnings, Routledge and Kegan Paul, (London, 1933).
- Child Guidance. Suggestions for a clinic playroom, Child Guidance Council (London, 1936)
- The Cambridge Evacuation Survey. A wartime study in social welfare and education. Edited by Susan Isaacs with the co-operation of Sibyl Clement Brown & Robert H. Thouless. Written by Georgina Bathurst, Sibyl Clement Brown [and others], etc., Methuen Press (London, 1941).
- Childhood & After. Some essays and clinical studies, Routledge & Kegan Paul (London, 1948).
- Troubles of children and parents, Methuen Press, (London, 1948) - 邦訳:懸田克躬訳『幼児のしつけ方』要書房　1954年
- "The Nature and Function of Phantasy", in Joan Riviere ed., Developments in Psycho-Analysis Hogarth Press (London 1952)

## 個人的な文書
アイザックスの個人的な論文のコレクションは、ロンドン大学教育研究所のアーカイブにある（参照：DC / SI） (online catalogue)]（オンラインカタログ）; 英国精神分析協会のアーカイブ（参照PE / ISA） (online catalogue)（オンラインカタログ）; および内外学校協会（BFSS）  (online catalogue); and the British and Foreign School Society (BFSS) Archive Centre .アーカイブセンター。